# Argiles de Kimmeridge

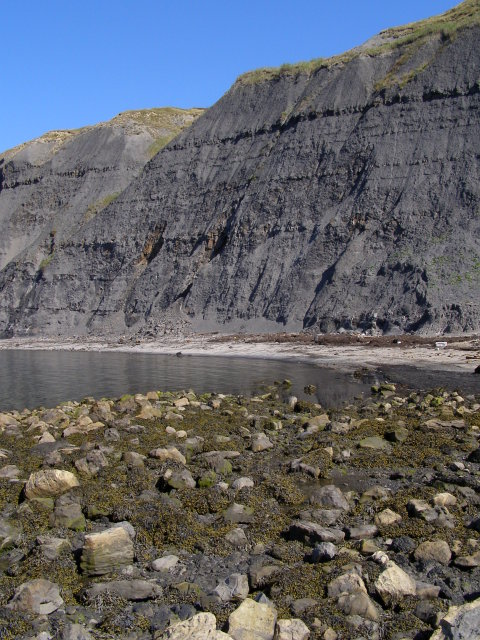
Partie supérieure de la formation géologique des argiles de Kimmeridge (Kimmeridge Clay) exposées sur les falaises au-dessus de la plage dEgmont Bight dans le Dorset (Angleterre).

Les argiles de Kimmeridge sont une formation géologique constituée principalement d'argiles marines d'âge jurassique supérieur. Cette formation est largement répandue en Europe.

## Étymologie
L'origine du nom Kimmeridge est le village éponyme situé près de Bournemouth sur la côte du Dorset en Angleterre.

## Description et intérêt
La lithologie de la formation des argiles de Kimmeridge est dominée par présence d'argiles laminées grises à noires. La série renferme également des intercalations de marnes, de calcaires à coccolithes et de dolomies.
C'est sur le site de Kimmeridge que le stratotype originel de l'étage kimméridgien a été défini. Il est aujourd'hui situé dans l'île de Skye en Écosse.
L'autre intérêt majeur de cette formation est sa forte teneur en matière organique. Les argiles de Kimmeridge constituent ainsi une roche-mère d'excellente qualité à l'origine, en particulier, d'une grande partie des champs d'hydrocarbures de la province pétrolière de la mer du Nord, à cheval sur la frontière entre la Grande-Bretagne et la Norvège.
Enfin, cette formation est réputée pour sa faune fossile de vertébrés marins: crocodiles, plésiosaures, pliosaures, ichthyosaures...